# Lophura (algue)
Cet article concerne le genre d'algues. Pour le genre d'oiseau, voir Lophura (oiseau).
Genre
Lophura est un genre d'algues rouges de la famille des Rhodomelaceae. 

## Liste d'espèces
Selon AlgaeBase (18 mai 2012) :
- Lophura australasica (Montagne) Kützing (Sans vérification)
- Lophura tenuis Kützing (Statut incertain)

Selon Catalogue of Life (18 mai 2012) et World Register of Marine Species (18 mai 2012) :
- Lophura tenuis